# Екипе
Единната общокултурна просветна организация на циганските малцинства „Екипе“ е организация в България в периода 1945 – 1950 година, имаща за цел да представлява циганите в страната в обществения живот.
Основана е на 6 март 1945 година, като подробно разработеният ѝ устав е утвърден от вътрешния министър Антон Югов, а ръководството ѝ, начело с Шакир Пашов, е от представители на правителствената коалиция Отечествен фронт. „Екипе“ издава собствен вестник – „Романо еси“, главен редактор на който е Пашов. Следвайки толерантната в първите му години политика на режима към етническите малцинства, организацията си поставя за цел самоосъзнаването на „българското циганство“ като единна общност и нейното културно и стопанско издигане. Част от програмата ѝ е и налагане на циганския език като общ за всички цигани, много от които имат друг майчин език (най-често турски или български).
„Екипе“ е създадена от активисти от четири софийски цигански квартала, най-вече от „Коньовица“, но също и от „Факултета“, „Тухларна фабрика“ и „Слатина“. След основаването си организацията бързо се разраства и към 1948 година включва 90 местни организации в повечето градове и села с по-значимо циганско население. Тя работи в тясно сътрудничество с местните организации на Отечествения фронт, които постепенно започват да направляват цялата ѝ дейност. На парламентарните избори през 1946 година председателят на „Екипе“ Шакир Пашов, дългогодишен активист на Комунистическата партия, е избран за депутат в VI велико народно събрание и става първият циганин народен представител. По инициатива на „Екипе“ е създадено спортното дружество „Наангле“, голям брой цигански читалища, първите от които в Котел и Сливен, а въз основа на няколко читалищни трупи и следвайки модела на съветския театър „Ромен“, през 1948 година в София е основан Централен цигански театър „Рома“. Към 1949 година броят на членовете на „Екипе“ надхвърля 10 хиляди.
Междувременно организацията е обхваната от вътрешни конфликти. Някои дейци на организацията се опитват да отстранят Шакир Пашов от ръководния пост, други се противопоставят на обединяването на различните цигански общности в една организация, а някои, като първия секретар на организацията Таир Селимов, поставят под въпрос нуждата от нейното съществуване при наличието на местни цигански организации на Отечествения фронт. Без да е официално закривана, към 1950 година „Екипе“ престава да съществува и дейността ѝ е поета от Отечествения фронт.